# Mezőmajos
Mezőmajos (románul: Moișa) falu Maros megyében, Erdélyben. Közigazgatásilag Marossárpatak községhez tartozik.

## Fekvése
Marosvásárhelytől 25 km-re északra fekszik, a Mezőség keleti részén.

## Története
1256-ban említik először Moys néven. 1344-ben katolikus plébániatemploma is van.
Lakossága reformáció idején felvette a református vallást.
1602-ben előbb Giorgio Basta katonái, majd 1661-ben a tatárok égették fel. Ez utóbbi pusztítás teljesen megsemmisítette a falut, amely később románokkal települt újra.
1907-ben a pókai lelkész gyűjtést szervezett a helyi magyar gyülekezet templomára. A település a trianoni békeszerződésig Maros-Torda vármegye Felső-marosi járásához tartozott.
1940-ben a második bécsi döntést követően újra Magyarország része lett, de a II. világháború után visszakerült Romániához.

## Lakossága
1910-ben 480 lakosa volt, ebből 452 román, 23 magyar és 3 német volt.
2002-ben 359 lakosából 353 román, 3 magyar és 3 cigány nemzetiségű volt.